# 사직

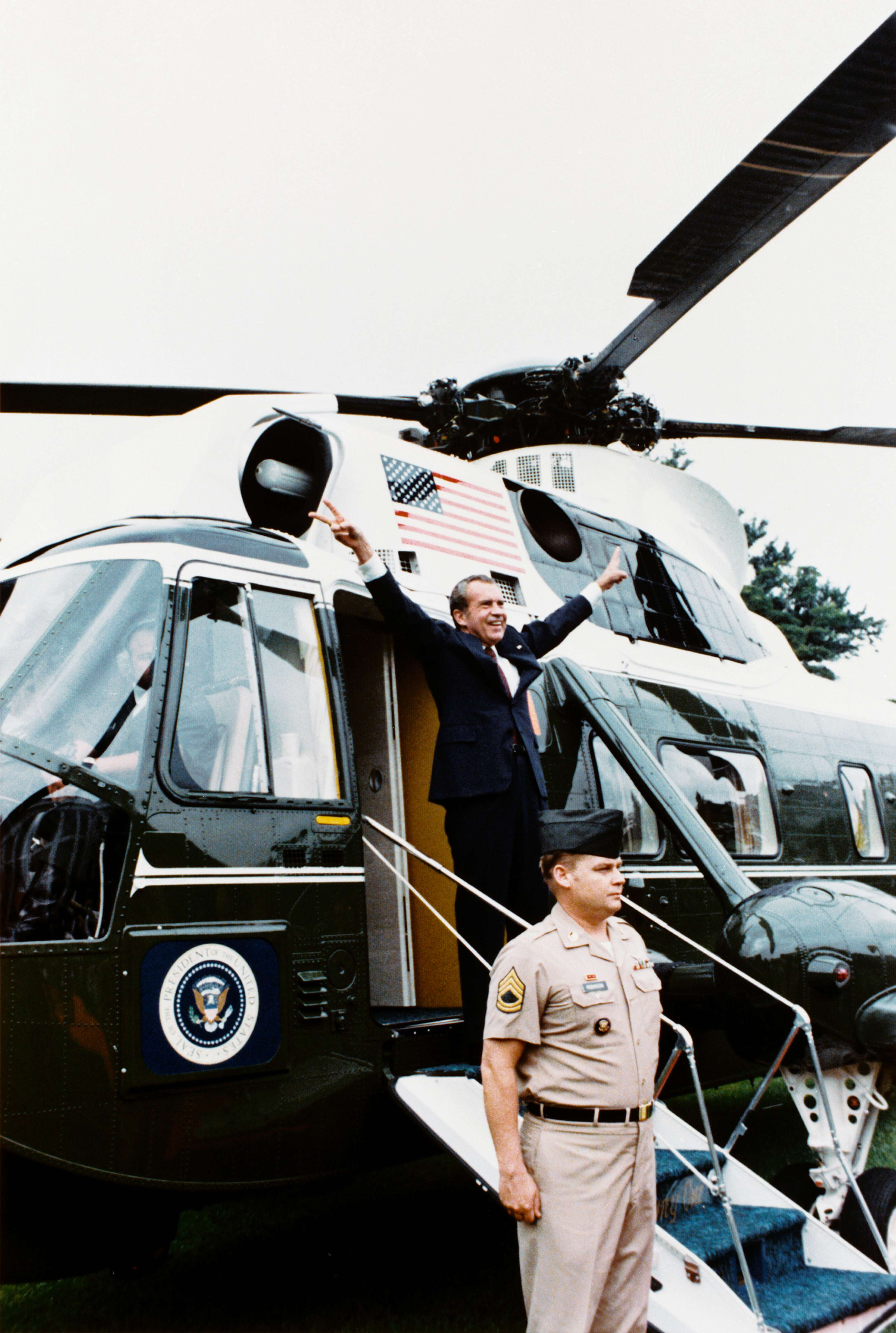
미국의 대통령 리처드 닉슨의 사임

사직(辭職, 영어: resignation)은 자신의 직장을 그만두거나 직위를 포기하는 공식적인 행위이다. 사직과 같은 용어로는 사임(辭任), 사퇴(辭退)가 있으며, 사직을 선언할 때 작성하는 문서를 사직서(辭職書) 또는 사표(辭表)라고 한다. 왕국의 군주나 교황, 그 외의 비슷한 직위에 있는 비정치적인 사람이 다른 사람에게 자신의 자리를 세습하는 것을 양위라고 하며, 사직과 동등한 것으로 간주된다.
사직은 선거나 임명을 통해 직위를 얻은 사람이 자리에서 내려올 때 발생하지만, 임기 만료 이후에 자리에서 떠나는 것은 사직으로 간주되지 않는다. 사직은 직원 스스로 자리를 떠나기로 결정하였을 때 발생하며, 직원이 본의 아니게 직업을 잃었을 때는 사직으로 간주되지 않는다. 계약이 만료된 직원은 퇴직금이나 실업 수당을 받을 수 있지만, 자발적으로 사직서를 낸 직원은 이러한 혜택을 누릴 수 없기 때문에, 직원이 계약 도중 사직했는지, 계약이 만료되었는지의 여부는 때때로 분쟁의 주제가 되기도 한다.

## 같이 보기
- 해고
- 내각 총사퇴
- 사직서
- 대사직(en:Great Resignation, Big Quit)